# María Carmen Barea
María del Carmen Barea Cobos (Málaga, 5 oktober 1966) is een Spaans hockeyster.
Barea werd in met de Spaanse ploeg 1992 in eigen land olympisch kampioen.

## Erelijst
- 1990 – 5e Wereldkampioenschap in Sydney
- 1991 - 6e Champions Trophy Berlijn
- 1992 –  Olympische Spelen in Barcelona
- 1993 – 5e Champions Trophy Amstelveen
- 1995 –  Europees kampioenschap hockey in Amstelveen
- 1996 – 8e Olympische Spelen in Atlanta
- 1999 – 5e Europees kampioenschap hockey in Keulen
- 2000 – 4e Olympische Spelen in Sydney